# Aida Mohamed
Aida Mohamed (Budapest, 12 marzo 1976) è una schermitrice ungherese.

## Biografia
Di padre siriano, mancina, ha ottenuto la sua prima medaglia mondiale a 17 anni, nel 1993. In totale ha vinto due medaglie d'argento e quattro di bronzo ai campionati mondiali di scherma. La sua miglior prestazione olimpica è stato un quarto posto ai Giochi Olimpici di Atene del 2004.
È moglie di Laurie Shong, schermidore di nazionalità canadese.

## Palmarès
In carriera ha conseguito i seguenti risultati:
- Mondiali di scherma

Essen 1993: argento nel fioretto individuale.
Atene 1994: bronzo nel fioretto a squadre.
Lisbona 2002: bronzo nel fioretto individuale.
L'Avana 2003: bronzo nel fioretto individuale.
Torino 2006: bronzo nel fioretto individuale.
San Pietroburgo 2007: bronzo nel fioretto individuale.
- Europei di scherma

Lisbona 1992: argento nel fioretto individuale.
Bolzano 1999: bronzo nel fioretto a squadre.
Coblenza 2001: argento nel fioretto a squadre.
Mosca 2002: argento nel fioretto a squadre.
Gand 2007: oro nel fioretto a squadre.
Kiev 2008: argento nel fioretto a squadre.
Zagabria 2013: bronzo nel fioretto a squadre..
Montreux 2015: bronzo nel fioretto individuale.